# 루이스 미야
루이스 미야 아스파스(스페인어: Luis Milla Aspas, 1966년 3월 12일, 아라곤 지방 테루엘 ~)는 스페인의 전 축구 선수로, 현역 시절 수비형 미드필더였으며, 현재 감독이다.
그는 3개의 구단을 거쳤는데, 16년 현역 선수로 활약한 구단들 중에는 바르셀로나와 레알 마드리드가 모두 포함되어 있는데, 이 두 구단에서 도합 3번의 라 리가 우승(전자의 구단에서 한 번, 후자의 구단에서 두 번)을 거두었고, 총 338번의 경기에 출전해 11골을 기록했다.
미야는 은퇴 후 감독일을 맡았는데, 스페인 청소년 국가대표팀 감독직을 수 년 역임했다.

## 선수 경력
미야는 아라곤 지방 테루엘 출신이다. 바르셀로나의 유소년부를 나온 미야는 1984-85 시즌에 라 리가 신고식을 치렀는데, 사라고사와의 경기에서 바르사(Barça)의 주축 선수들이 파업을 하면서 다수의 유소년부 선수들 중 한 명으로 자신의 시즌 처음이자 마지막 경기에 출전하였다.
1988년에 완전히 1군에 합류하면서, 미야는 2년을 더 바르셀로나와 동행하다 행정진과 요한 크라위프와 계약 갱신을 두고 씁쓸한 다툼을 겪게 되었고, 결국 미야는 레알 마드리드로 자유이적을 감행하기에 이르었다. 그는 마드리드에서의 첫 해에 중상을 당하였지만, 반동하여 1군의 주축 선수로 자리잡아 리그를 2번, 코파 델 레이를 1번 우승했고, 페르난도 레돈도가 1994년에 입단한 후에도 꾸준히 기용되었다.
미야는 2001년 6월, 발렌시아 4년차가 끝난 후 프로 경력에 마침표를 찍었고, 그는 400번 이상의 공식 경기에 출전하였다. 그는 1989년 말을 기점으로 3개월에 걸쳐 스페인 국가대표팀 경기에 3번 출전하였는데, 첫 출전 경기 상대는 헝가리로 1990년 FIFA 월드컵 예선전 상대였다.

## 감독 경력
미야는 2007-08 시즌에 바르셀로나와 마드리드 시절 동료였던 미카엘 라우드루프의 수석 코치로 헤타페에서 근무하며 처음으로 프로 감독일을 시작했다. 이후 비센테 델 보스케가 성인 국가대표팀 감독으로 임명되면서, 그는 U-19 국가대표팀 지휘봉을 잡게 되었다.
그가 감독으로 참가한 첫 대회는 2009년 UEFA U-19 축구 선수권 대회로, 스페인은 조별 리그를 넘지 못했다. 하지만, 프랑스에서 열린 2010년 UEFA U-19 축구 선수권 대회에서는 스페인을 결승까지 이끌었지만, 개최국에 패해 준우승에 만족해야 했다.
같은 해 말, 미야는 후안 라몬 로페스 카로를 대신해 U-21 국가대표팀의 감독이 되었다. 취임 직후 난관에 봉착했으나, 크로아티아와의 플레이오프전 2경기를 통해 2011년 UEFA U-21 축구 선수권 대회 본선행에 성공했다.
덴마크에서 열린 대회 본선에서, 미야는 스페인 U-21 국가대표팀의 통산 3번째 우승을 이끌었는데, 이 과정에서 5경기를 통틀어 2골만 내주었다. (4승 1무를 기록했다.) 그러나 2012년 하계 올림픽에서 조별 리그를 넘지 못하면서 경질되었다.
2013년 2월, 미야는 UAE 프로리그의 알자지라 감독이 되었다. 그가 맡은 첫 경기는 1-3으로 진 트락토르 사지와의 2013 시즌 AFC 챔피언스리그 경기였다.
미야는 2015년 비시즌에 스페인으로 복귀해 세군다 디비시온의 루고 감독이 되었으나, 2016년 2월에 불안정한 상황으로 그만두었다. 그 다음 시즌, 그는 같은 2부 리그 소속인 사라고사의 감독이 되었으나, 6경기 연속으로 승리를 추가하지 못하면서 취임 4달 만에 잘렸다.
2017년 1월 21일, 미야는 알프레트 리들의 바통을 이어받아 2년 계약을 체결해 인도네시아 국가대표팀 감독이 되었다. 2018년 10월, 인도네시아 축구 협회가 그의 계약을 파기했다.

## 사생활
루이스 미야로 이름이 동일한 미야의 아들도 축구 선수이며 미드필더이다.

## 수상

### 선수
바르셀로나
- 라 리가: 1984–85
- 코파 델 레이: 1989–90
- UEFA 컵위너스컵: 1988–89

레알 마드리드
- 라 리가: 1994–95, 1996–97
- 코파 델 레이: 1992–93
- 수페르코파 데 에스파냐: 1993

발렌시아
- 코파 델 레이: 1998–99
- UEFA 인터토토컵: 1998
- UEFA 챔피언스리그 준우승: 1999–2000, 2000–01

### 감독
스페인 U-21
- UEFA U-21 축구 선수권 대회: 2011

## 감독 통계
2018년 8월 24일
| 구단        | 취임            | 해임             | 기록 | 기록 | 기록 | 기록 | 기록 | 주 |
| 구단        | 취임            | 해임             | 전   | 승   | 무   | 패   | 율 % | 주 |
| ----------- | --------------- | ---------------- | ---- | ---- | ---- | ---- | ---- | -- |
| 스페인 U-21 | 2010년 8월 1일  | 2012년 8월 7일   | 20   | 15   | 4    | 1    | 75.0 |    |
| 알자지라    | 2013년 2월 23일 | 2013년 10월 25일 | 6    | 1    | 2    | 3    | 16.7 |    |
| 루고        | 2015년 7월 1일  | 2016년 2월 24일  | 28   | 9    | 12   | 7    | 32.1 |    |
| 사라고사    | 2016년 7월 1일  | 2016년 10월 24일 | 12   | 3    | 4    | 5    | 25.0 |    |
| 인도네시아  | 2017년 1월 20일 | 2018년 8월 24일  | 7    | 3    | 2    | 2    | 42.9 |    |
| 합계        | 합계            | 합계             | 72   | 31   | 24   | 18   | 42.5 | —  |